# Église San Felice in Pincis
L'église San Felice in Pincis est une église du centre historique de Naples dédiée à  saint Félix. Elle est située vico della Vicaria.

## Histoire
L'église est fondée au XIIe siècle comme ermitage dédié à saint Guillaume de Verceil, fondateur de la congrégation bénédictine de Montevergine en 1119. Cette congrégation dessert l'église jusqu'à la fin du XIVe siècle. Elle laisse la place à une confrérie laïque qui fait consacrer l'église à saint Félix. Elle est entièrement remaniée dans la seconde moitié du XVIIIe siècle en style baroque tardif.

## Description
La façade refaite au XVIIIe siècle est décorée de pilastres et d'ornements de stuc, mettant en évidence le grand oculus central. Elle est surmontée d'un petit campanile ajouré à deux cloches.
L'intérieur s'inscrit dans un plan central. L'église possède un maître-autel intéressant du XVIIIe siècle en marbres polychromes, surmonté d'un baldaquin de marbre et présentant un tableau du XVIIe siècle figurant La Madone de Montevergine. De chaque côté, le visiteur peut admirer deux représentations des saints titulaires Saint Félix et Saint Guillaume de Verceil.
L'église est fermée aujourd'hui, ayant subi des dommages après le tremblement de terre de 1980. Son avenir est donc incertain.

## Source de la traduction
- (it) Cet article est partiellement ou en totalité issu de l’article de Wikipédia en italien intitulé « Chiesa di San Felice in Pincis » (voir la liste des auteurs).